# Wilhelm König (Archäologe)
Wilhelm König (* in Wien) war ein österreichischer Maler, technischer Assistent archäologischer Unternehmungen und Direktor des Irakischen Nationalmuseums in Bagdad.

## Leben
König kam 1930 als Mitglied der Deutschen Warkaexpedition zur Grabung in Uruk im Irak. Ab 1931 war er zuerst Assistent des deutschen Leiters der Bagdader Antiquitätenbehörde, dann wurde er 1934 zum Direktor des Irakischen Nationalmuseums ernannt. Bei Ausgrabungen einer parthischen Siedlung durch das Museum entdeckte man 1936 an der Stelle des Hügels Khujut Rabuah nahe Bagdad (dem antiken Ktesiphon) ein Tongefäß, das schließlich von König als "elektrisches Element" bezeichnet wurde. König vertrat die Auffassung, dass es sich um eine Batterie handeln musste, und suchte in folgenden Jahren nach weiteren Hinweisen für seine Theorie, was den Fund als die sogenannte Bagdad-Batterie bekannt machte. Im Februar 1939 kehrte er aufgrund einer Blutvergiftung nach Wien zurück. Er plante nach seiner Heilung in den Irak zurückzukehren, doch verhinderte der Ausbruch des Zweiten Weltkrieges seine Reise und er veröffentlichte stattdessen das Buch Im verlorenen Paradies. Neun Jahre Irak.

## Familie
König soll ein Verwandter Walter Andraes gewesen sein, der als Bauhistoriker in Assur im Irak ausgegraben hat und in den 1930er bis 1950er Jahren das Vorderasiatische Museum Berlin als Direktor geleitet hat.

## Werk

### Gipsabgüsse
Die im Vorderasiatischen Museum in Berlin ausgestellten Gipsabgüsse, die das Museum von Objekten aus dem Irak-Museum hat, wurden von König hergestellt.

### Veröffentlichungen
- Ein galvanisches Element aus der Partherzeit? In: Forschungen und Fortschritte. Band 14, 1936, S. 8–9.
- Im verlorenen Paradies. Neun Jahre Irak. Rohrer, Baden bei Wien u. a. 1940 (Buchbesprechung von Käte Fück: König: Im verlorenen Paradies. Neun Jahre Irak. In: Zeitschrift der Deutschen Morgenländischen Gesellschaft. Band 95 [Neue Folge Band 20], Nr. 3/4, 1941, S. 441 f. [Digitalisat]).